# Пер Форссколь
Пер Форссколь (швед. Pehr Forsskål; 11 січня 1732 — 11 липня 1763) — шведський натураліст (в першу чергу ботанік та антрополог), мандрівник, один з «апостолів Ліннея». Відомий також як філософ, «піонер фінського класичного лібералізму».

## Біографія
Народився в Гельсінкі в сім'ї гельсінського вікарія Юхана Форссколя (Johan Forsskål, 1691—1762). Сім'я Форссколей походила з фінської провінції Саво.
Коли Перу Форссколю було десять років, сім'я переїхала до Швеції — спочатку в Уппланд, пізніше у Стокгольм.
У віці десяти років Пер Форссколь поступив в Уппсальський університет і став учнем Карла Ліннея. Пізніше навчався у Геттінгенському університеті, де вивчав філософію та східні мови; тут у 1756 році він захистив дисертацію на тему Dubia de principiis philosophiae recentioris. У тому ж році він повернувся в Уппсальський університет, де отримав посаду ад'юнкт-професора економіки.

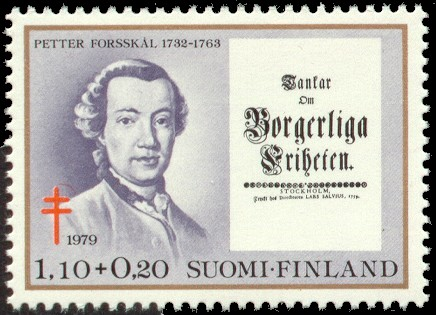
Поштова марка Фінляндії випуску 1979 року, присвячена Форссколю. Крім портрета вченого, на марці наведено зображення титульного аркуша Tankar om borgerliga friheten

Був автором памфлету Tankar om borgerliga friheten («Думки про буржуазні свободи», інший варіант перекладу - «Думки про громадянську свободу»), написаного в 1759 році, який почав зі слів «разом із життям не має нічого дорожчого для людей, аніж свобода». У ньому Форсколь при цьому обстоював не лише свободу підприємництва, а й політичні та громадянські права, зокрема й свободу слова. Обережно натякаючи, що справді мудрі уряди вчасно бачать невдоволення підданих і вирішують проблеми «пером, а не зброєю». Влада натяків не зрозуміла. «Думки» були заборонені, всі їхні рукописні списки наказали конфіскувати.
Ображений Форсколь занурився в наукові дослідження. Його називають одним з «апостолів Ліннея», учнів великого шведського натураліста Карла Ліннея (1707—1778), що брали участь в експедиціях у різних частинах світу, діючи за планами і виконуючи завдання свого вчителя та згодом надсилали або привозили особисто йому насіння рослин, а також гербарні та зоологічні зразки.
У 1761 вирушив в наукову експедицію, проведену під патронажем короля Данії Фредеріка V. Метою експедиції було дослідження природи, етнографії та економіки Єгипту, Аравії та Сирії. Експедиція відпливла з Данії у січні 1761 року, прибула в єгипетську Олександрію, а потім стала підійматися по Нілу, після чого прибула в Суец. У жовтні 1762 року експедиція відплила у Джидду, а потім, вже по суші, дісталася до міста Моха у Ємені. Тут у травні 1763 року помер філолог Фредерік Крістіан фон Хауен, а незабаром після нього, у липні, в місті Jerim від малярії помер Пер Форссколь; йому був 31 рік.
Карстен Нібур (1733—1815) — друг Форссколя, єдиний хто залишився в живих із членів експедиції в Аравію, — відредагував та опублікував у Копенгагені дві роботи Форссколя, Descriptiones animalium, Flora Aegyptiaco-Arabica (1775) та Icones rerum naturalium (1776).

## Названі на честь Форссколя
На честь свого учня Карл Лінней у 1764 році дав роду трав'янистих аравійських рослин назву Forsskaolea.
На честь Форссколя названо багато види рослин. Такі таксони мають видові епітети forskahli, forskalii, forskaohlei, forskaolii, forskohlei, forskolei, forsskaoliana, forsskaolii. Перелік таких таксонів можна знайти у базі даних International Plant Names Index (IPNI).